# Печенин, Кирилл Валерьевич
Кирилл Валерьевич Печенин (бел. Кірыл Валер’евіч Пячэнін; род. 18 марта 1997, Витебск) — белорусский футболист, защитник клуба «Крылья Советов» и сборной Беларуси.

## Карьера
Воспитанник витебского футбола, в 2015 году начал выступать за дубль «Витебска». В 2016 году, уже прочно закрепившись в резервной команде, стал также временем привлекаться к основной команде. К сезону 2017 готовился вместе с основой «Витебска», однако в марте 2017 года был отдан в аренду перволиговой «Орше», где сумел закрепиться в основном составе.
В июле 2017 года на правах аренды присоединился к новополоцкому «Нафтану». 31 июля 2017 года дебютировал в Высшей лиге, выйдя в стартовом составе «Нафтана» в матче со «Слуцком» (1:0). В новополоцком клубе сумел закрепиться на позиции левого защитника. По итогам сезона 2017 «Нафтан» выбыл в Первую лигу, и в декабре 2017 года Печенин вернулся в «Витебск».
В сезоне 2018 закрепился в основе витебской команды, чередуя выходы в стартовом составе и на замену. В 2019 году являлся основным крайним защитником «Витебска», сыграл в 29 матчах, провел на поле более 2300 минут и набрал 2+4 очка по системе гол+пас.
В январе 2020 года подписал двухлетний контракт с «Динамо-Брест». Стал одним из основных игроков команды. В январе 2021 года стал тренироваться с брестским «Рух», с которым в феврале подписал соглашение. Был игроком основы.
В декабре 2021 года стал игроком российского «Оренбурга», за который дебютировал 6 марта 2022 года в матче против «Нефтехимика». Позже его клуб победил «Уфу» (2:1), благодаря чему вышел в высший дивизион.
16 июля 2022 года дебютировал в РПЛ в матче против «Крыльев Советов» (2:4). 29 декабря 2023 года покинул клуб.
21 февраля 2024 года перешёл в самарские «Крылья Советов», заключив контракт на два с половиной года.

## В сборных
25 марта 2017 года дебютировал за молодежную сборную Беларуси в товарищеском матче со сборной Литвой. В июле 2017 года выступал за вторую сборную Беларуси на Кубке Короля в Таиланде.
9 сентября  2019 года  дебютировал в составе национальной сборной Беларуси в матче против команды Уэльса (0:1).
12 октября 2023 года в матче против Румынии (0:0) стал лучшим игроком сборной в матче.

## Достижения
«Оренбург»
- Бронзовый призёр Первого дивизиона: 2021/22

## Статистика

### Клубная
| Выступление      | Выступление      | Выступление      | Лига | Лига | Кубки | Кубки | Еврокубки | Еврокубки | Итого | Итого |
| Клуб             | Лига             | Сезон            | Игры | Голы | Игры  | Голы  | Игры      | Голы      | Игры  | Голы  |
| ---------------- | ---------------- | ---------------- | ---- | ---- | ----- | ----- | --------- | --------- | ----- | ----- |
| Витебск          | Высшая лига      | 2018             | 29   | 3    | 7     | 0     | —         | —         | 36    | 3     |
| Витебск          | Высшая лига      | 2019             | 29   | 2    | 2     | 1     | 2         | 0         | 33    | 3     |
| Витебск          | Итого            | Итого            | 58   | 5    | 9     | 1     | 2         | 0         | 69    | 6     |
| → Орша           | Первая лига      | 2017             | 11   | 0    | 2     | 0     | —         | —         | 13    | 0     |
| → Орша           | Итого            | Итого            | 11   | 0    | 2     | 0     | —         | —         | 13    | 0     |
| → Нафтан         | Высшая лига      | 2017             | 13   | 1    | —     | —     | —         | —         | 13    | 1     |
| → Нафтан         | Итого            | Итого            | 13   | 1    | —     | —     | —         | —         | 13    | 1     |
| Динамо-Брест     | Высшая лига      | 2020             | 23   | 1    | 5     | 0     | 4         | 1         | 32    | 2     |
| Динамо-Брест     | Итого            | Итого            | 23   | 1    | 5     | 0     | 4         | 1         | 32    | 2     |
| Рух              | Высшая лига      | 2021             | 27   | 2    | 2     | 0     | —         | —         | 29    | 2     |
| Рух              | Итого            | Итого            | 27   | 2    | 2     | 0     | —         | —         | 29    | 2     |
| Оренбург         | ФНЛ              | 2021/22          | 10   | 0    | —     | —     | —         | —         | 10    | 0     |
| Оренбург         | Премьер-лига     | 2022/23          | 19   | 0    | 3     | 0     | —         | —         | 22    | 0     |
| Оренбург         | Премьер-лига     | 2023/24          | 6    | 0    | 2     | 0     | —         | —         | 8     | 0     |
| Оренбург         | Итого            | Итого            | 35   | 0    | 5     | 0     | —         | —         | 40    | 0     |
| Всего за карьеру | Всего за карьеру | Всего за карьеру | 167  | 9    | 23    | 1     | 6         | 1         | 196   | 11    |

1. ↑  Включая Суперкубок Беларуси

Комментарии

### В сборной
| №  | Дата                  | Соперник    | Счёт | Соревнование                         |
| 1  | 9 сентября 2019 года  | Уэльс       | 0:1  | Товарищеский матч                    |
| 2  | 26 февраля 2020 года  | Болгария    | 1:0  | Товарищеский матч                    |
| 3  | 8 октября 2020 года   | Грузия      | 0:1  | Плей-офф отборочного турнира ЧЕ-2020 |
| 4  | 11 октября 2020 года  | Литва       | 2:2  | Лига наций УЕФА 2020/21              |
| 5  | 14 октября 2020 года  | Казахстан   | 2:0  | Лига наций УЕФА 2020/21              |
| 6  | 11 ноября 2020 года   | Румыния     | 3:5  | Товарищеский матч                    |
| 7  | 18 ноября 2020 года   | Албания     | 2:3  | Лига наций УЕФА 2020/21              |
| 8  | 2 июня 2021 года      | Азербайджан | 1:2  | Товарищеский матч                    |
| 9  | 8 октября 2021 года   | Эстония     | 0:2  | Отборочные матчи ЧМ-2022             |
| 10 | 11 октября 2021 года  | Чехия       | 0:2  | Отборочные матчи ЧМ-2022             |
| 11 | 13 ноября 2021 года   | Уэльс       | 1:5  | Отборочные матчи ЧМ-2022             |
| 12 | 6 июня 2022 года      | Азербайджан | 0:0  | Лига наций УЕФА 2022/23              |
| 13 | 10 июня 2022 года     | Казахстан   | 1:1  | Лига наций УЕФА 2022/23              |
| 14 | 13 июня 2022 года     | Азербайджан | 0:2  | Лига наций УЕФА 2022/23              |
| 15 | 22 сентября 2022 года | Казахстан   | 1:2  | Лига наций УЕФА 2022/23              |
| 16 | 25 сентября 2022 года | Словакия    | 1:1  | Лига наций УЕФА 2022/23              |
| 17 | 17 ноября 2022 года   | Сирия       | 1:0  | Товарищеский матч                    |
| 18 | 20 ноября 2022 года   | Оман        | 0:2  | Товарищеский матч                    |
| 19 | 16 июня 2023 года     | Израиль     | 1:2  | Квалификация ЧЕ-2024                 |
| 20 | 19 июня 2023 года     | Косово      | 2:1  | Квалификация ЧЕ-2024                 |
| 21 | 9 сентября 2023 года  | Андорра     | 0:0  | Квалификация ЧЕ-2024                 |
| 22 | 12 сентября 2023 года | Израиль     | 0:1  | Квалификация ЧЕ-2024                 |
| 23 | 12 октября 2023 года  | Румыния     | 0:0  | Квалификация ЧЕ-2024                 |
| 24 | 15 октября 2023 года  | Швейцария   | 3:3  | Квалификация ЧЕ-2024                 |
| 25 | 18 ноября 2023 года   | Андорра     | 1:0  | Квалификация ЧЕ-2024                 |

 Итого по официальным матчам: 25 матчей ; 5 побед, 7 ничьих, 13 поражений.